# فرصت‌الدوله شیرازی

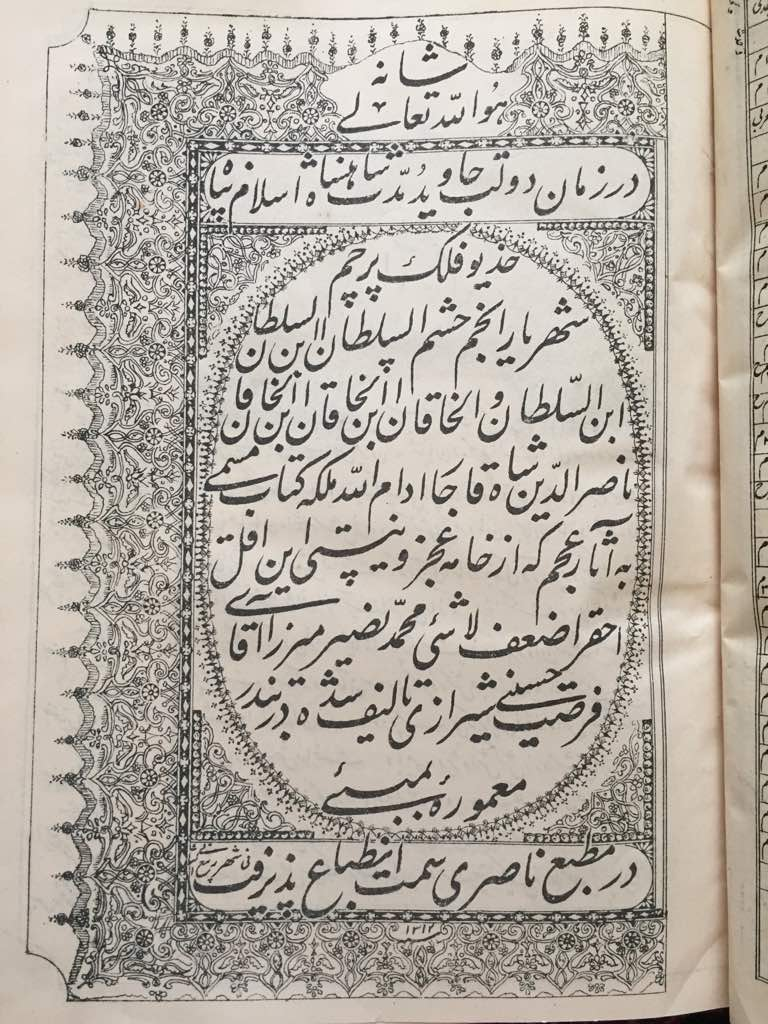
صفحهٔ آغازین نخستین چاپ کتاب آثار عجم

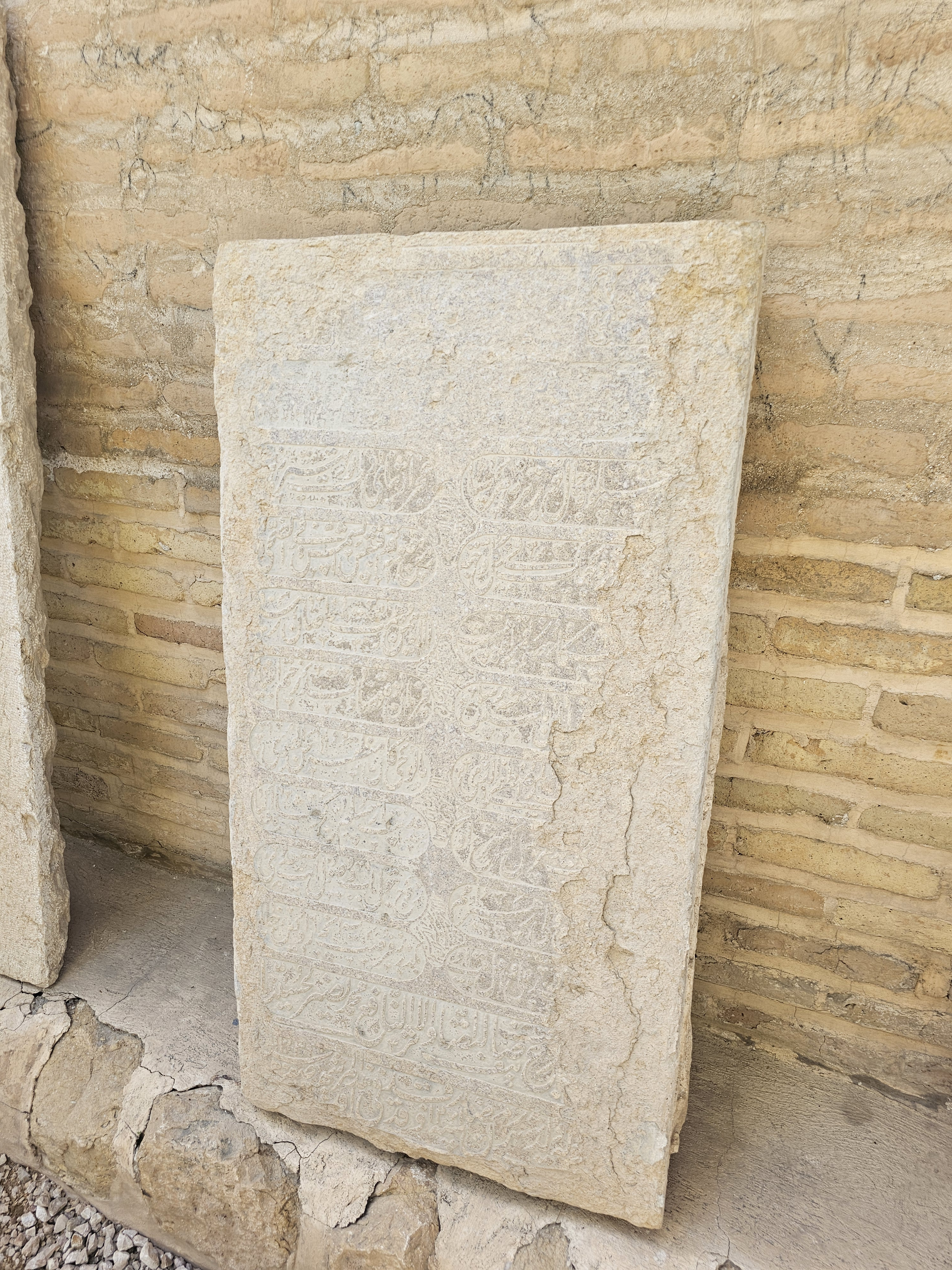
اولین سنگ قبر فرصت‌الدوله شیرازی، در موزه سنگ هفت‌تنان ایجاد شده توسط خودش

میرزا محمّد نصیرالحسینی (زادهٔ ۱۲۳۳ خورشیدی در شیراز – درگذشتهٔ ۱۲۹۹ خورشیدی در شیراز) ملقب به «میرزا آقا»، که در شعر «فرصت» تخلص می‌کرد و بیشتر به فرصت شیرازی معروف است، شاعر، نویسنده، نقاش، جهانگرد، موسیقی‌دان و ادیب اهل ایران بود.

## زندگی
سیّد محمّد نصیر الحسینی شیرازی متخلص به (فرصت) و ملقب به فرصت الدوله، فرزند میرزا جعفر متخلص به «بهجت» بود و در سال ۱۲۷۱ ه‍. ق، برابر با ۱۲۳۳ خورشیدی، در شیراز متولد شد. او برادر بزرگ میرزا محمدحسین  ملقب به رخصت‌الدوله بود که وی در شعر رخصت تخلص می‌کرد. علاوه بر علوم فقه و اصول و کلام و فلسفه و منطق و شعر و نقاشی، به آشنایی با زبان پهلوی و علم حدیث نیز روی آورد. فرصت‌الدوله در بنیان فرهنگ نوین در ایران نقش مهمی ایفا کرد. فرصت به اروپا نیز سفر کرد و از کسانی بود که در مشروطیت فعالیت داشت. فرصت‌الدوله نه‌فقط زبان انگلیسی را فراگرفت، بلکه از دانشمندی آلمانی خط میخی را هم آموخت، و احتمالاً اولین ایرانی‌ای است که خط میخی را فراگرفته بود. او در سال ۱۳۳۱ ه‍.ق روزنامهٔ فارس را در شیراز منتشر کرد.
فرصت هنر نقاشی را به گفتهٔ خود در کتاب آثار عجم، در خردسالی نزد استاد میرزاآقا آموخت. نقاشی یکی از رشته‌های موردعلاقهٔ فرصت بود. این هنر بود که فرصت را بسیار به خود مشغول کرد و از این طریق بود که او با شاهان و شاهزادگان قاجار آشنا شد و از این راه مورد تجلیل و تکریم قرار گرفت. از این رو، شاگردانی چون رخصت‌الدوله، برادر کوچک‌ترش، و صدرالدین شایستهٔ شیرازی را تربیت کرد.ودر طراحی فرش وقلمزنی بسیار توانابود چنان‌که استادان بزرگ هنر فرش وقلمزنی از طراحی وی بهره می بردند.
فرصت با دیدی قوی و آگاهی از دانش و هنر زمان، به هر جا که سفر می‌کرد، موقعیت اجتماعی، فرهنگی، و معماری آن منطقه را بررسی و در کتاب آثار عجم تصویرسازی می‌کرد. او با موشکافی‌ که در بررسی آثار تاریخی و باستانی، و اوضاع اجتماعی و اقتصادی داشته، علاوه بر ثبت مکان، ارتفاع، نوع و قطر مصالح هر بنا، تصویر آن را به سبک سیاه‌قلم ترسیم نموده و در هر تصویر، برای نشان دادن مقیاس بنا، تصویر چند انسان را در کنار آن می‌کشید تا بینندهٔ تصویر بتواند به درک کاملی از بنا برسد. در ضمن، علاوه بر تصاویر نقاشی‌شده در کتاب آثار عجم، او تصاویری در کتاب دریای کبیر نیز ترسیم کرده‌است. و همچنین بساری از نقاشیهای وی زینت بخش موزهها و مجموعه های خصوصی می باشد.
فرصت‌الدوله در سال ۱۳۳۹ ه‍. ق، برابر با ۱۲۹۹ خورشیدی، در شیراز درگذشت و در جوار آرامگاه حافظ، درست در کنار سنگ حافظ، ضلع شمالی، دفن شد. بعدها، پس از ساختِ ساختمان فعلی مقبرهٔ حافظ، سنگ قبر او که توسط خودش انتخاب شده بود و این غزل خود را با خط زیبایی بر روی آن نوشته بود… (؟) را به بنای هفت‌تنان (موزهٔ سنگ)انتقال دادند؛ و یک سنگ خارج از بنای فعلی بر قسمت شمالی محوطهٔ حیاط آرامگاه نصب شد:
- از شاگردان وی را می‌توان به (محمدحسین متخلص به رخصت) برادر کوچکتر خود و (صدرالدین شایسته شیرازی) نقاش وهنرمند صاحب سبک و هنرآموختهٔ مکتب کمال‌الملک را نام برد.

| ای جلوه جمال تو برتر زهر سنا |  | عجز از ثنای ذات تو بهتر زهر ثنا |

## آثار
- بحورالالحان اساتید موسیقی برای هر آواز شعری مخصوص که از نظر وزن مناسب با آن باشد انتخاب می‌نمودند، به‌خصوص در دوبیتی‌ها و قطعاتی مانند چهارباغ، گیللی و گبری (قطعاتی در ردیف موسیقی ملی ایران) که نمونه اینگونه اشعار را فرصت‌الدوله در این کتاب جمع‌آوری کرده است.[۱]
- آثار عجم نام‌دارترین اثر فرصت است که به گفته خود بدستور حسینقلی خان ملقب به نظام السلطنه در دوران حکمرانی وی در فارس مامور به نگارش گردید.و مقرر شد که تمامی افراد سرشناس و اماکن و میراث گذشتگان در شیراز و فارس و دیگر نقاط ایران را در این کتاب معرفی نماید. این اثر برای اولین بار بخط زیبای نستعلیق توسط محمدقدسی ا لحسینی شیرازی نگارش یافت وسپس این کتاب در سال ۱۲۷۲ خورشیدی ۱۳۱۴قمری در مطبعهٔ ناصری به طریقهٔ سنگی چاپ شد.
- ترسیم نقشهٔ فارس با مقیاس بسیار دقیق که در آن، به گفته‌یِ خود فرصت، تمام نواحی و صحاری و بلوک و قصبه‌های فارس و اکثر دهات معروف نگارش یافته‌است. تاریخ نگارش این نقشه ۱۳۱۱ ه‍.ق درج شده‌است.
- دیوان اشعار
- دریای کبیر
- اشکال‌المیزان
- شطرنجیه
- مثنوی هجونامه
- مقالات علمی و سیاسی، ۱۳۲۵ ه‍.ق

## نمونه شعر
| ما رند و خراباتی و دیوانه و مستیم |  | پوشیده چه گوییم، همینیم که هستیم   |
| زان باده که در روز ازل قسمت ما شد |  | پیداست که تا شام ابد سرخوش و مستیم |
| دوشینه شکستیم به یک توبه دوصد جام |  | امروز به یک جام دوصد توبه شکستیم   |
| یکباره ز هر سلسله پیوند بریدیم    |  | دل تا که به زنجیر سر زلف تو بستیم  |
| نگذشته ز سر پا به ره عشق نهادیم   |  | برخاسته از جان به غم یار نشستیم    |
| در نقطهٔ وحدت سر تسلیم نهادیم      |  | و از دایرهٔ کثرت موهوم برستیم       |
| به ما بحقارت منگر زانکه چو فرصت   |  | در رتبه بلندیم ولی از همه پستیم    |

- فرصت اشعاری در وصف نقش افرینی خود در هنر نقاشی نیز سروده.

| تمثال دو زلف و رخ ان یار کشیدم |  | یکروز و دو شب زحمت اینکار کشیدم |
| اول شدم اشفته ز نقش سر زلفش    |  | اخر به پریشانی بسیار کشیدم      |
| اغوش و کنارم همه شد غیرت تاتار |  | تا تاری ازان طره طرار کشیدم     |